# バルドネッキア駅
バルドネッキア駅（バルドネッキアえき）はイタリア共和国ピエモンテ州トリノ県バルドネッキア村にある、イタリア国鉄フレジュ線の駅である。

## 駅構造

### ホーム
2面3線の地上駅。駅舎側の片側1面と、島式1面2線からなる。
| 番線 | 路線   | 方向   | 行先               | 備考                                                   |
| ---- | ------ | ------ | ------------------ | ------------------------------------------------------ |
| 1    | 10号線 | 東方向 | トリノ方面         | 普通（大部分）                                         |
| 1    | 10号線 | 西方向 | モダーヌ方面       | 普通（日曜・祝日のみ）                                 |
| 2    | 10号線 | 西方向 | モダーヌ、パリ方面 | 超特急、普通（土曜日のみ）                             |
| 3    | 10号線 | 東方向 | トリノ方面         | 普通（土曜日の半数のみ）。超特急も停車するが、降車専用 |

### ダイヤ[3][4]
- トリノ方面
  - ミラノ行超特急TGVが、一日3本停車するが、クローズドドアシステムのため乗車できない。
  - 普通列車は、平日・土曜日1時間に1本、休日2時間に1本発車する。

- パリ方面
  - 超特急TGVが、一日3本停車する。うち1本はシャンベリ - パリ間ノンストップで運行される。
  - 普通列車は全てモダーヌ行である。土曜・休日のみ、2時間に1本発車する。

## 駅周辺
イタリア最西端の村、バルドネッキアの集落がある。

## 隣の駅
イタリア国鉄
フレジュ線
超特急
モダーヌ駅 - バルドネッキア駅 - ウルクス・クラヴィエーレ・セストリエーレ駅
普通
モダーヌ駅 - バルドネッキア駅 - ボラール駅

## その他
イタリア最西端の駅で、フランスとの国境に位置している。